# Glenn Micallef
Glenn Micallef (ˈɡlɛnː mɪˈkɐlːɛf), född 30 juli 1989, är en maltesisk jurist och politiker. Han var stabschef hos premiärmininster Robert Abela från 2020 till 2024. Han är sedan december 2024 EU-kommissionär med ansvar för  intergenerationell rättvisa, ungdomsfrågor, kultur och sport.

## Bakgrund
Micallef har en kandidatexamen i handel och ekonomi och en mastersexamen i europeisk unionsrätt, bägge från Maltas universitet Som student var han president för studentorganisationen Pulse - Social Democratic Students of Malta 2010.

## Karriär

### Brexitförberedelser
Han har arbetat vid utrikes- och europaministeriet, där han var chef för dess avdelning för EU-samordning och Brexit. In januari 2020 utsågs Micallef till rådgivare i Europafrågor till premiärminister Robert Abela.
Vid de förhandlingar mellan Storbritannien och Europeiska kommissionen, som följde Brexit var Micallef utsedd till att koordinera Maltas förberedelser för att Storbritannien skulle lämna EU. De viktigaste riktlinjerna för huvudförhandlarens arbete fastställdes och antogs under Maltas ordförandeskap 2017. Under sin mandatperiod var Micallef också ansvarig för informationskampanjen ”Brexit Be Prepared”, som syftade till att informera brittiska medborgare bosatta på Malta om de åtgärder som behövde vidtas för att reglera deras situation efter brexit och samordna arbetet mellan olika myndigheter och organ.

### Stabschef
Micallef utsågs i november 2020 till stabschef hos premiärminister, en post där han ersatte Clyde Caruana. Han avgick från posten i juni 2024 och ersattes då av Mark Mallia. Då han lämnade posten sågs han som en utmanare till att ersätta Marlene Bonnici som Maltas ständige representant till EU.

### EU-kommissionär
I juli 2024 tillkännagavs det att Micallef var Maltas nominerade till att bli EU-kommissionär. Han blev utfrågad av Europaparlamentet 4 november 2024.

## Privat
Glenn Micallef var vice ordförande för Żabbar Saint Patrick FC till September 2024. Micallefs fru är arkitekt och sitter i kommunfullmäktige i Kalkara.